# Oakland megye
Oakland megye az Amerikai Egyesült Államokban, azon belül Michigan államban található. Megyeszékhelye Pontiac, legnagyobb városa Troy. Lakosainak száma 1 274 395 fő (2020. április 1.). Oakland megye Genesee, Lapeer, Macomb, Wayne, Washtenaw és Livingston megyékkel határos.

## Népesség
A megye népességének változása:
| Lakosok száma | 1 202 829 | 1 211 026 | 1 220 643 | 1 231 640 | 1 242 304 | 1 274 395 |
|               | 2010      | 2011      | 2012      | 2013      | 2015      | 2020      |